# Gorno Orizari (gmina Wełes)
Gorno Orizari (mac. Горно Оризари) – wieś w centralnej Macedonii Północnej, administracyjnie i terytorialnie należąca do gminy Wełes. Według stanu na 2002 rok jej liczebność wynosiła 2262 mieszkańców.
Według danych ze spisu powszechnego przeprowadzonego w 2002 roku, wieś Gorno Orizari zamieszkiwało 2262 osób deklarujących następującą narodowość: 
- Boszniacy – 2032 (89,83%)
- Macedończycy – 113 (5,00%)
- Albańczycy – 66 (2,92%)
- Serbowie – 22 (0,97%)
- Turcy – 15 (0,66%)
- Romowie – 1 (0,04%)
- Inni – 13 (0,58%)